# Cięcina
Cięcina (prononciation : [t͡ɕɛnˈt͡ɕina]) est une localité polonaise de la gmina de Węgierska Górka, située dans le powiat de Żywiec en voïvodie de Silésie.